# Anne-Sophie Mutter

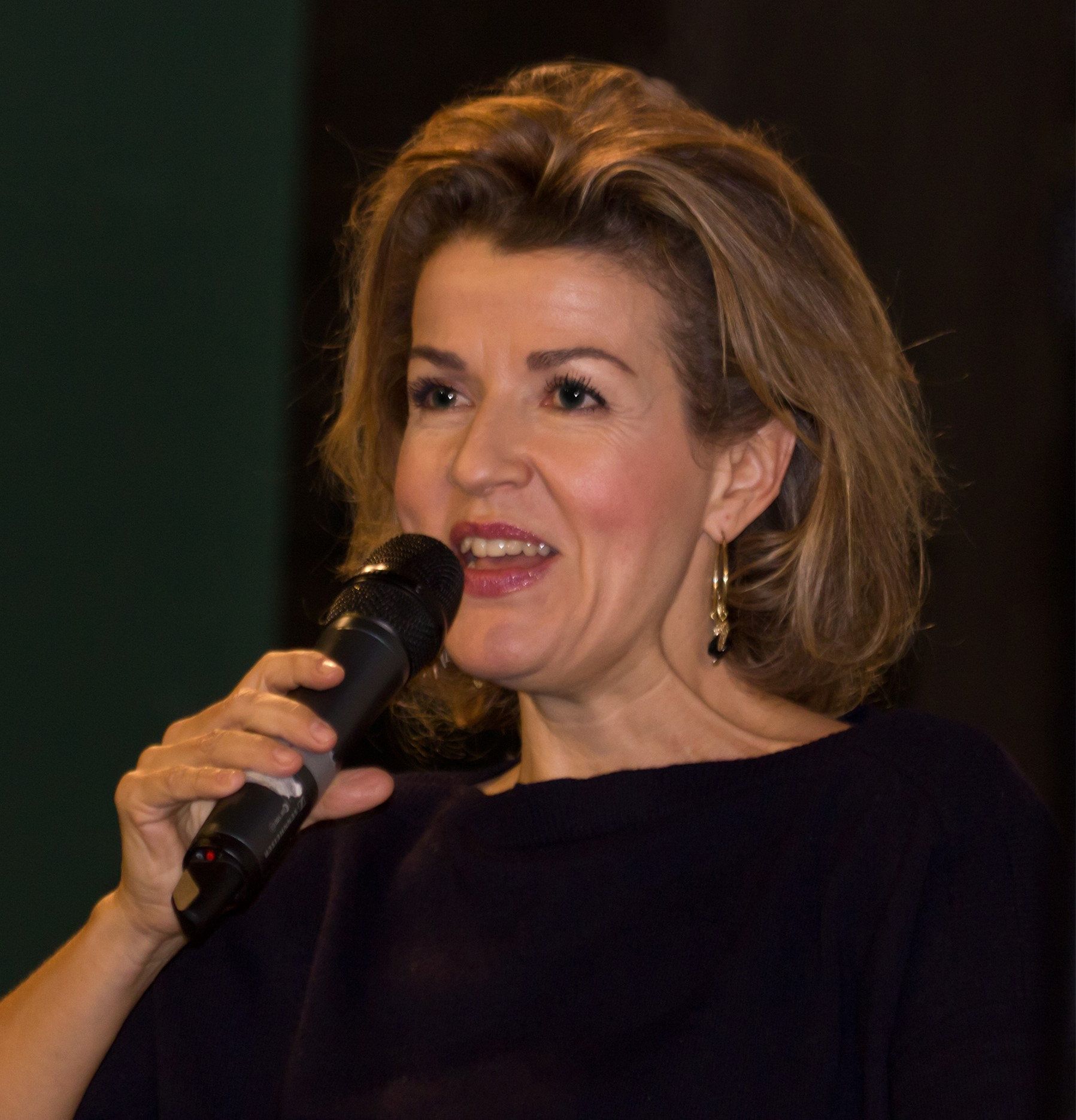
Anne-Sophie Mutter (2013)

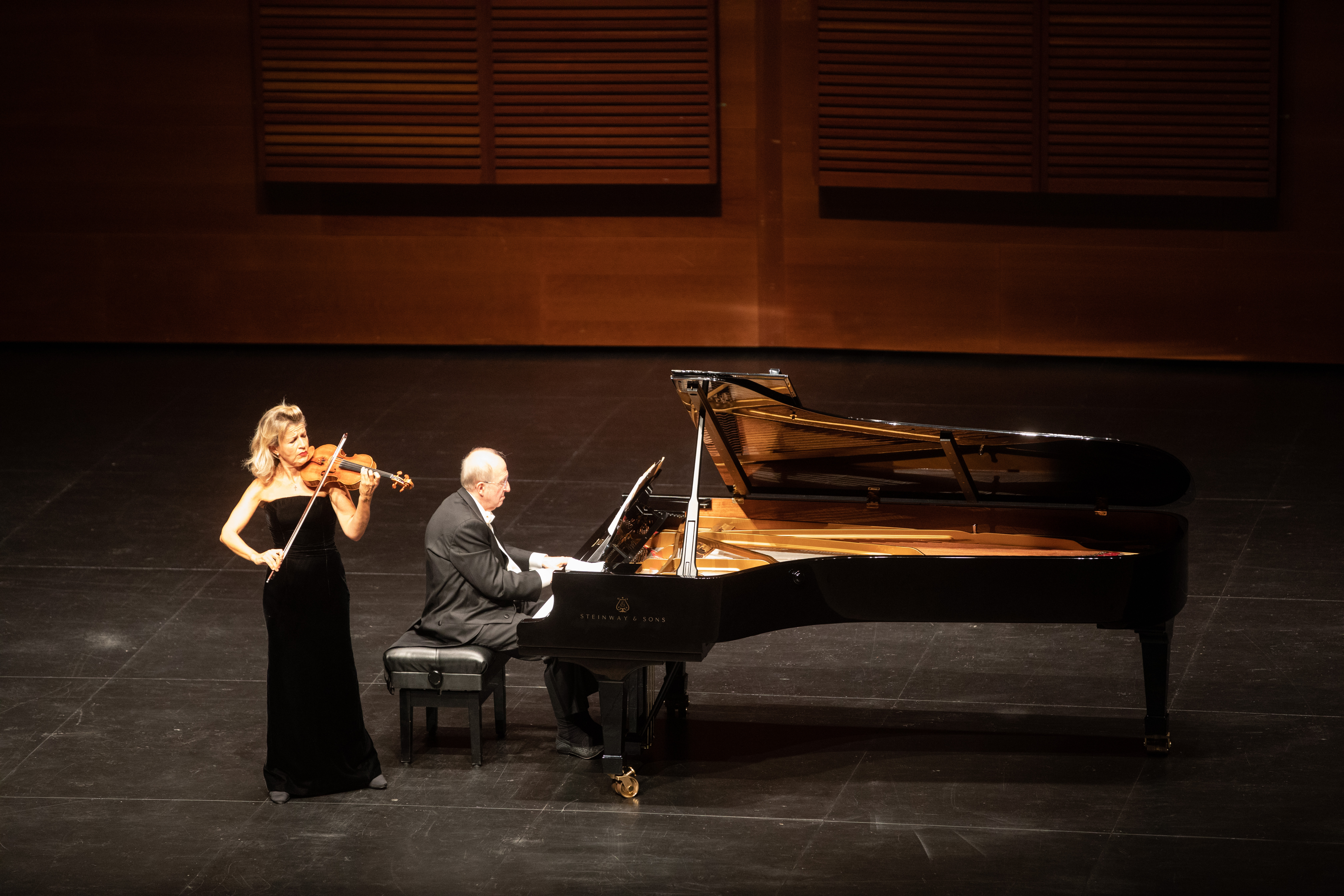
Anne-Sophie Mutter mit Lambert Orkis (2021)

Anne-Sophie Mutter (* 29. Juni 1963 in Rheinfelden (Baden)) ist eine deutsche Geigerin.

## Leben und Wirken
Anne-Sophie Mutter wuchs im baden-württembergischen Wehr auf. Ihr Vater war der Zeitungsverleger (Alb-Bote) Karl-Wilhelm Mutter. Bereits mit fünf Jahren hatte sie den Wunsch, Geigenunterricht zu erhalten, und schon nach einem halben Jahr gewann sie einen Wettbewerb. Aufgrund ihrer hohen Begabung wurde sie von der Schulpflicht entbunden und erhielt neben Klavier- und Geigenunterricht bei Erna Honigberger privaten Schulunterricht. Besonders geprägt wurde sie durch die Geigenvirtuosin Aida Stucki, von der sie in der Meisterklasse des damaligen Konservatoriums Winterthur (heute Zürcher Hochschule der Künste) unterrichtet wurde und die als ihre eigentliche Entdeckerin gilt. Mutter war mehrmals erste Preisträgerin im Wettbewerb Jugend musiziert, das erste Mal 1970 „mit besonderer Auszeichnung“.
1976 debütierte Anne-Sophie Mutter bei den Internationalen Musikfestwochen Luzern (heute Lucerne Festival) und ein Jahr später bei den Salzburger Pfingstkonzerten mit Mozarts G-Dur-Konzert unter der Leitung von Herbert von Karajan. Anschließende Konzerte und Einspielungen mit den Berliner Philharmonikern unter Karajan in den 1980er-Jahren verhalfen ihr zu internationaler Bekanntheit. Seitdem konzertiert sie weltweit in Zusammenarbeit mit namhaften Dirigenten, Orchestern und Kammermusikpartnern in allen bedeutenden Musikzentren. 2019 gab sie mit dem Royal Philharmonic Orchestra auf dem Münchner Königsplatz den ersten Open-Air-Auftritt in ihrer Laufbahn.
1986 erhielt sie einen Lehrstuhl für Violine an der Royal Academy of Music in London. Zur Förderung junger Streicher gründete sie 1987 die Rudolf-Eberle-Stiftung sowie 1997 den Freundeskreis der Anne-Sophie Mutter-Stiftung. Sie ist zudem Mitglied des Kuratoriums des forum thomanum Leipzig e. V.
Auf der Bühne trägt Mutter stets schulterfreie Kleider. In einem Interview sagte sie dazu, die Abendkleider seien für sie „Arbeitskleider, die vor allem bequem“ sein sollten.

### Musikalische Zusammenarbeit mit Lambert Orkis
Mit einem gemeinsamen Konzert im Dezember 1988 begann die jahrzehntelange Zusammenarbeit mit dem amerikanischen Pianisten Lambert Orkis. Mutter bezeichnete diese Zusammenarbeit 2014 zum 25-jährigen Jubiläum als „Glücksfall in meinem Leben“. Sie hatte Orkis bereits 1980 als 16-Jährige bei ihrem Debüt beim National Symphony Orchestra in Washington unter Mstislaw Rostropowitsch als Begleitpianisten für ein Vorspiel erlebt. Orkis hatte Rostropowitsch bereits 11 Jahre lang als Pianist auf fast allen seinen Cello-Konzerten begleitet. Rostropowitsch war es auch, der Orkis und Mutter 1988 erneut zusammenbrachte. Bis heute ist Orkis Mutters Begleiter bei allen Konzerten mit kammermusikalischem Repertoire. Zum 25-jährigen Jubiläum hatte das Duo bereits 10 CDs bei der Deutschen Grammophon veröffentlicht, und es feierte seine Zusammenarbeit in einer „Silber-Tournee“ mit Konzerten in zwölf Städten in Deutschland, Österreich, Frankreich und der Schweiz zwischen Mai und September 2014. Die zum Jubiläum erschienene Doppel-CD „The Silver Album“ enthält unter anderem die Welt-Ersteinspielungen von Pendereckis „La Follia“ und Previns zweiter Violinsonate. Mutter und Orkis hatten die beiden Stücke im Dezember 2013 auf ihrem Jubiläumskonzert in der Carnegie Hall (New York) erstmals präsentiert, und sie gehörten auch zum Konzertprogramm der europäischen Jubiläumstournee. Mit dem für den 2. Juni 2023 in Essen geplanten Triokonzert mit Anne-Sophie Mutter, Lambert Orkis und Maximilian Hornung (Violoncello), u. a. mit dem Klaviertrio D-Dur op. 70/1 „Geistertrio“ von Ludwig van Beethoven und Ghost Trio von Sebastian Currier geht diese Zusammenarbeit ins 35. Jahr.

### Engagement
2021 wurde Mutter in der Nachfolge von Fritz Pleitgen zur Präsidentin der Stiftung Deutsche Krebshilfe gewählt. Ihr erster Mann Detlef Wunderlich starb 1995 an Lungenkrebs.

### Privates
Anne-Sophie Mutter war von 1989 bis zu seinem Tod 1995 mit dem fast 30 Jahre älteren Rechtsanwalt Detlef Wunderlich verheiratet. Aus dieser Ehe stammen zwei Kinder.
Von 2002 bis 2006 war sie in zweiter Ehe mit dem US-amerikanischen Komponisten, Pianisten und Dirigenten André Previn verheiratet, der 34 Jahre älter war als sie. Rückblickend sagte Mutter über ihre beiden Ehen, sie habe offenbar Männer „mit sehr viel mehr Lebenserfahrung gesucht“. Laut Presseberichten erfolgte die Scheidung von Previn im Sommer 2006 aufgrund des großen Altersunterschiedes und des durch den vollen Terminkalender Mutters geprägten Lebens des Paares. Previns 2002 von ihr uraufgeführtes Violinkonzert trägt ihren Namen. Es war sein Verlobungsgeschenk an Anne-Sophie Mutter. Sie bezeichnet es als Previns „Reminiszenz an seine Zeit in Berlin“ (wo er bis zur Flucht vor der nationalsozialistischen Judenverfolgung seine Jugendjahre verbrachte) nicht zuletzt, weil es im letzten Satz das Thema seines Lieblingskinderliedes „Wenn ich ein Vöglein wär“ aufnimmt.
Mutter lebt in München. Einer ihrer beiden älteren Brüder, Christoph Mutter (* 1961), ist Rechtsanwalt.

## Instrumente
Anne-Sophie Mutter besitzt zwei Stradivari-Violinen, die Emiliani (gebaut 1703) und die Lord Dunn-Raven (gebaut 1710). Beide stammen somit aus der sogenannten „goldenen Periode“ Stradivaris. Die Emiliani spielte sie vor allem bei den Aufnahmen mit Karajan, die Lord Dunn-Raven ist ihre derzeit bevorzugte Konzertvioline.

## Diskografie (Auswahl)
Deutsche Grammophon:
- Mozart Violin Concertos Nos. 3 & 5 (1978)
- Beethoven Triple Concerto (1980)
- Beethoven Violin Concerto (1980)
- Mendelssohn Violin Concerto / Bruch Violin Concerto No. 1 (1981)
- Brahms Violin Concerto (1982)
- Brahms Double Concerto (1983)
- Tchaikovsky Violin Concerto (1988)
- Lutosławski Partita & Chain 2 / Stravinsky Violin Concerto (1988)
- Beethoven: The String Trios (1989)
- Bartok Violin Concerto No. 2 / Moret En Rêve (1991)
- Berg Violin Concerto / Rihm Time Chant (1992)
- Carmen-Fantasie (1993)
- Romance (1995)
- Sibelius Violin Concerto (1995)
- The Berlin Recital (1996)
- Brahms Violin Concerto / Schumann Fantasy for Violin and Orchestra (1997)
- Penderecki Violin Concerto No. 2 / Bartok Sonata for Violin and Piano No. 2 (1997)
- Beethoven The Violin Sonatas (1998)
- Vivaldi The Four Seasons (1999)
- Recital 2000 (2000)
- Lutosławski Partita for Violin and Orchestra / Chain 2 (2002)
- Beethoven Violin Concerto (2002)
- Tango Song and Dance (2003)
- Previn Violin Concerto / Bernstein Serenade (2003)
- Tchaikovsky & Korngold Violin Concertos (2004)
- Dutilleux Sur le même accord / Bartok Violin Concerto No. 2 / Stravinsky Concerto en ré (2005)
- Mozart The Violin Concertos (2005)
- Mozart Piano Trios K502, K542, K548 (2006)
- Mozart The Violin Sonatas (August 2006)
- Simply Anne-Sophie (2006)
- Gubaidulina in tempus praesens (2008)
- Mendelssohn Violin Concerto (2009)
- Brahms Violin Sonatas (2010)
- Rihm: Lichtes Spiel; Currier: Time Machines (2011)
- The Complete Musician: Highlights (2011)
- Asm 35: The Complete Musician (2011)
- Dvořák: Violin Concerto (2013)
- The Silver Album (2014)
- Anne-Sophie Mutter Live: The Club Album from Yellow Lounge (2015)
- (mit Daniil Trifonov, Maximilian Hornung, Hwayoon Lee, und Roman Patkaló) Franz Schubert: Forellenquintett (2017)
- Hommage à Penderecki (2018)
- Across the Stars (2019) (Werke von John Williams; Leitung: John Williams)
- Williams: Violin Concerto No. 2 & Selected Film Themes (2022) (Werke von John Williams; Leitung: John Williams)

EMI Classics:
- Mozart Violin Concertos Nos. 2 & 4 (1982)
- Bach Violin Concertos / Concerto for Two Violins and Orchestra (1983)
- Brahms Violin Sonatas (1983)
- Vivaldi The Four Seasons (1984)
- Lalo: Symphonie Espagnole / Sarasate: Zigeunerweisen (1985)
- Mozart Violin Concerto No. 1, Sinfonia Concertante (1991)
- Meditation: Vivaldi, Mozart, Massenet, Sarasate (1995)

Sony Classical:
- mit Pablo Ferrández J. Brahms Doppelkonzert op.102 & C. Schumann Klaviertrio op.17 (2022)

Erato:
- Glazunov Violin Concerto / Prokofiev Violin Concerto No. 1 (1989)

## Chartplatzierungen

### Alben
| Jahr | Titel                                                 | Höchstplatzierung, Gesamtwochen, AuszeichnungChartplatzierungen (Jahr, Titel, Platzierungen, Wochen, Auszeichnungen, Anmerkungen) | Höchstplatzierung, Gesamtwochen, AuszeichnungChartplatzierungen (Jahr, Titel, Platzierungen, Wochen, Auszeichnungen, Anmerkungen) | Höchstplatzierung, Gesamtwochen, AuszeichnungChartplatzierungen (Jahr, Titel, Platzierungen, Wochen, Auszeichnungen, Anmerkungen) | Anmerkungen                                                             |
| Jahr | Titel                                                 | DE | AT | CH | Anmerkungen                                                             |
| ---- | ----------------------------------------------------- | --- | --- | --- | ----------------------------------------------------------------------- |
| 1989 | Mozart Violin-Konz. KV 216, 219                       | DE— GoldDE | — | — |                                                                         |
| 1993 | Carmen-Fantasie                                       | DE37 Gold · (10 Wo.)DE | — | — | mit James Levine & Wiener Philharmoniker                                |
| 1995 | Romance                                               | DE31 (13 Wo.)DE | — | — |                                                                         |
| 1996 | Jean Sibelius - Violin Concerto                       | DE66 (9 Wo.)DE | — | — | mit Staatskapelle Dresden & André Previn                                |
| 1997 | Brahms - Violinkonzert / Schumann – Fantasie op. 131  | DE88 (4 Wo.)DE | — | — | mit Kurt Masur & New York Philharmonic                                  |
| 1999 | Die vier Jahreszeiten                                 | DE38 Platin · (12 Wo.)DE | AT33 Gold · (5 Wo.)AT | — |                                                                         |
| 2002 | Beethoven: Violin Concerto / Romances                 | DE50 (13 Wo.)DE | — | — | mit Kurt Masur & New York Philharmonic Orchestra                        |
| 2003 | Tango Song And Dance                                  | DE71 (6 Wo.)DE | — | — | mit Lambert Orkis & André Previn                                        |
| 2005 | Mozart - The Violin Conciertos / Sinfonia concertante | DE25 Gold · (20 Wo.)DE | — | — |                                                                         |
| 2006 | Mozart: Piano Trios KV 548, 542, 502                  | DE24 (6 Wo.)DE | — | — |                                                                         |
| 2008 | Bach / Gubaidulina - In tempus praesens               | DE45 (4 Wo.)DE | — | CH100 (1 Wo.)CH |                                                                         |
| 2009 | Mendelssohn                                           | DE71 (3 Wo.)DE | — | — | mit André Previn, Lynn Harrell, Gewandhausorchester Leipzig, Kurt Masur |
| 2011 | The Best Of Anne-Sophie Mutter                        | DE60 (1 Wo.)DE | — | — |                                                                         |
| 2013 | Dvořák                                                | DE84 (2 Wo.)DE | — | — | mit Berliner Philharmoniker & Manfred Honeck                            |
| 2015 | The Club Album - Live From Yellow Lounge              | DE41 (2 Wo.)DE | — | — |                                                                         |
| 2019 | John Williams: Across The Stars                       | DE33 (6 Wo.)DE | — | CH73 (1 Wo.)CH |                                                                         |
| 2020 | Beethoven: Triple Concerto & Symphony No. 7           | DE23 (2 Wo.)DE | — | CH80 (1 Wo.)CH | mit Yo-Yo Ma, Daniel Barenboim & Western Eastern Divan Orchestra        |
| 2020 | John Williams in Vienna                               | DE6 Gold (Classical) · (18 Wo.)DE                                                                                                 | AT6 (13 Wo.)AT | CH13 (2 Wo.)CH | mit Wiener Philharmoniker & John Williams                               |
| 2022 | Williams: Violin Concerto No. 2                       | DE58 (1 Wo.)DE | — | CH57 (1 Wo.)CH | mit John Williams & Boston Symphony Orchestra                           |

## Auszeichnungen
- 1987: Bundesverdienstkreuz I. Klasse
- 1998: „Grammy“ für die beste Kammermusik-Einspielung, für die Aufnahme sämtlicher Violinsonaten von Ludwig van Beethoven mit Lambert Orkis
- 1998: Ehrenmitgliedschaft des Beethoven-Hauses Bonn
- 1999: Verdienstorden des Landes Baden-Württemberg
- 2001: Léonie-Sonning-Musikpreis
- 2003: Herbert-von-Karajan-Musikpreis in Baden-Baden
- 2006: „Choc de l’année“ von Le Monde de la musique, Frankreich, für die Aufnahme mit L. Orkis sämtlicher Violinsonaten von Wolfgang Amadeus Mozart (siehe unten)
- 2008: Ernst von Siemens Musikpreis
- 2008: Großes Ehrenzeichen für Verdienste um die Republik Österreich
- 2008: Internationalen Mendelssohn-Preis zu Leipzig (Kategorie Musik)[25]
- 2009: Ritter der Ehrenlegion vom Französischen Staatspräsidenten,  für ihr Engagement für die Werke französischer Komponisten und für zeitgenössische Musik
- 2009: Großes Verdienstkreuz der Bundesrepublik Deutschland
- 2009: ECHO Klassik
- 2009:  Europäischer St.-Ulrichs-Preis[26]
- 2010: Maecenas-Ehrung, vom Arbeitskreis selbständiger Kultur-Institute e. V. (AsKI) für ihr beispielgebendes, persönliches Engagement zur Förderung hochbegabter Streicher und des musikalischen Spitzennachwuchses in der von ihr gegründeten Anne-Sophie Mutter Stiftung
- 2010: Preis der Kulturstiftung Dortmund für ihr Lebenswerk
- 2010: Ehrendoktor der Technisch-Naturwissenschaftlichen Universität Norwegens[27]
- 2011: Brahmspreis
- 2011: Erich-Fromm-Preis für ihr umfassendes soziales Werk
- 2011: Gustav-Adolf-Preis für ihr sozialdiakonisches Engagement
- 2012: Distinguished Artistic Leadership Award
- 2013: Auswärtiges Ehrenmitglied der American Academy of Arts and Sciences und Orden der Lutoslawski-Gesellschaft
- 2014: ECHO Klassik in der Kategorie Konzerteinspielung des Jahres, mit den Berliner Philharmonikern unter Manfred Honeck für die Interpretation der Werke von Antonín Dvořák[28]
- 2015: Honorary Fellow des Keble College der University of Oxford
- 2016: Medalla de oro al Mérito en las Bellas Artes
- 2017: rumänischer Kultur-Verdienst-Orden im Rang eines Großoffiziers und Verleihung der Insignien eines Kommandeurs im französischen Ordre des Arts et des Lettres
- 2018: Gloria-Artis-Medaille für kulturelle Verdienste (erste deutsche Preisträgerin)
- 2019: Polar Music Prize[29]
- 2019: Berliner Bär (B.Z.-Kulturpreis)
- 2019: Praemium Imperiale in der Sparte Musik
- 2020: Kulturpreis Baden-Württemberg[30]
- 2020: Opus Klassik, Kategorie Instrumentalistin (Violine), für Across The Stars
- 2023: Opus Klassik, Kategorie Instrumentalistin (Violine), für ihre Einspielung des zweiten Violinkonzerts von John Williams mit dem Boston Symphony Orchestra unter Leitung des Komponisten[31]
- 2025: Große Staufermedaille in Gold[32]

- Bayerischer Verdienstorden
- Österreichisches Ehrenkreuz für Wissenschaft und Kunst
- Bayerischer Maximiliansorden für Wissenschaft und Kunst
- Kultureller Ehrenpreis der Landeshauptstadt München
- Ehrenmitglied der Royal Academy of Music
- Ehrenmitglied der Accademia Nazionale di Santa Cecilia (2018)
- Anne-Sophie-Mutter-Weg, Umbenennung der Straße, in der sie aufwuchs

## Dokumentarfilm
- Anne-Sophie Mutter: Vivace – Regie: Sigrid Faltin. 91 Minuten. Deutschland. 2023. Verfügbar in der ARD-Mediathek bis 23. Juni 2024.[33][34]